# Vlašim
Vlašim (en allemand : Wlaschim) est une ville du district de Benešov, dans la région de Bohême-Centrale, en Tchéquie. Sa population s'élevait à 11 455 habitants en 2024.

## Géographie
Vlašim est arrosée par la rivière Blanice, un affluent de l'Otava, et se trouve à 18 km au sud-est de Benešov et à 53 km au sud-est de Prague.

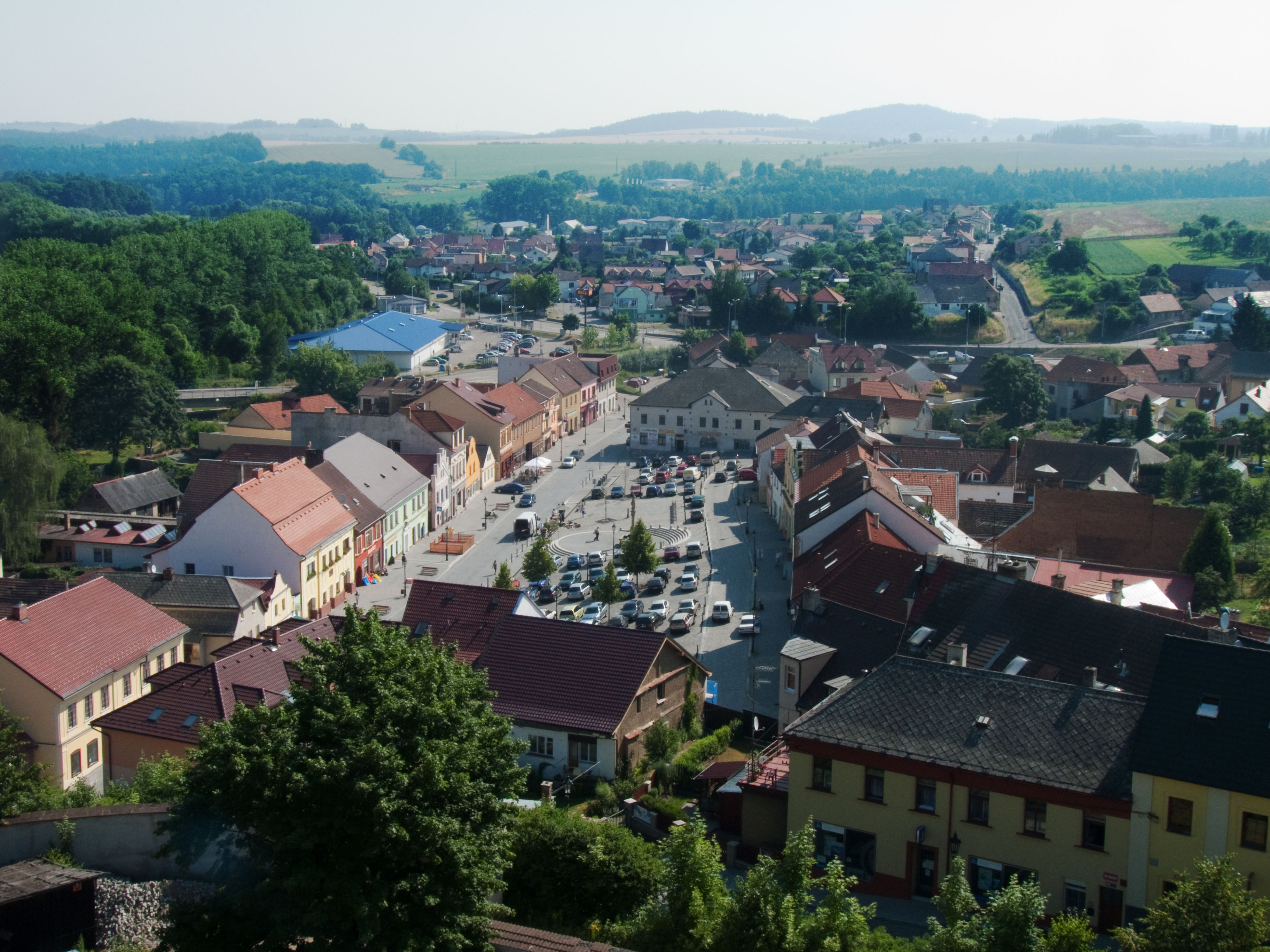
Vue du centre-ville.

La commune est limitée par Radošovice et Ctiboř au nord, par Pavlovice, Řimovice et Zdislavice à l'est, par Vracovice, Kondrac, Hradiště et Veliš au sud, et par Postupice et Chotýšany à l'ouest.

## Histoire
La première mention écrite la localité date de 1303. Les armoiries de la ville datent de 1580 environ, les lettres dorées A K Z P dans le champ bleu supérieur sont les initiales d'Aleše Klenovského ze Ptení.

## Population
Recensements (*) ou estimations de la population :
| 1869* | 1880* | 1890* | 1900* | 1910* | 1921* |
| ----- | ----- | ----- | ----- | ----- | ----- |
| 4 040 | 4 547 | 4 791 | 4 936 | 5 115 | 5 075 |

| 1930* | 1950* | 1961* | 1970*  | 1980*  | 1991*  |
| ----- | ----- | ----- | ------ | ------ | ------ |
| 5 464 | 7 444 | 8 747 | 10 515 | 12 613 | 12 809 |

| 2001*  | 2011*  | 2015   | 2016   | 2017   | 2018   |
| ------ | ------ | ------ | ------ | ------ | ------ |
| 12 270 | 11 723 | 11 734 | 11 704 | 11 641 | 11 594 |

| 2019   | 2020   | 2021   | 2022   | 2023   | 2024   |
| ------ | ------ | ------ | ------ | ------ | ------ |
| 11 598 | 11 550 | 11 496 | 11 357 | 11 438 | 11 455 |

## Patrimoine
Le château Vlašim était à l'origine un château médiéval du XIVe siècle, qui fut reconstruit en château Renaissance au début du XVIIe siècle et modifié dans un style baroque. Le château se trouve dans un grand parc à l'anglaise et possède un musée consacré à son histoire et à la chasse.

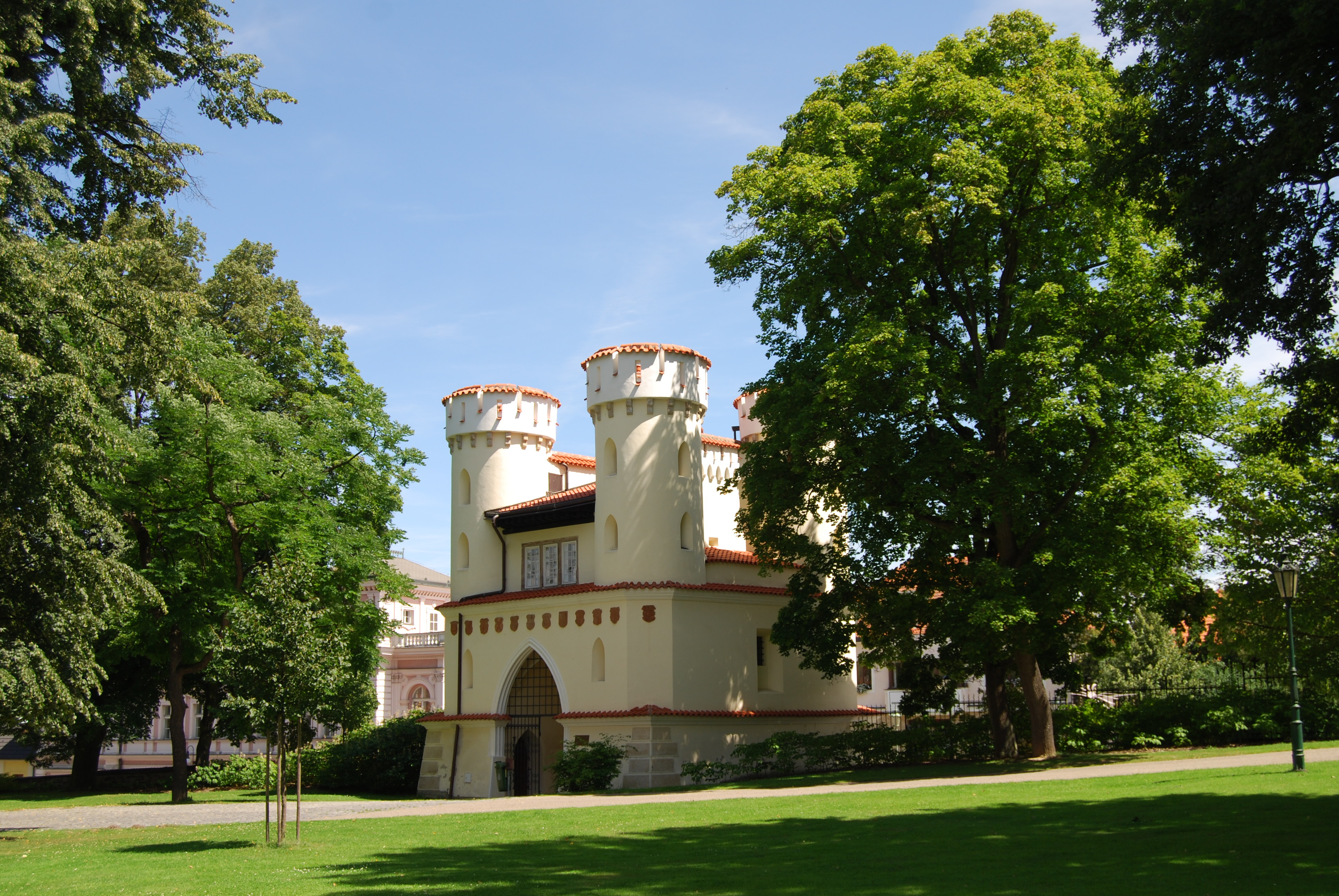
Château de Vlašim : façade.
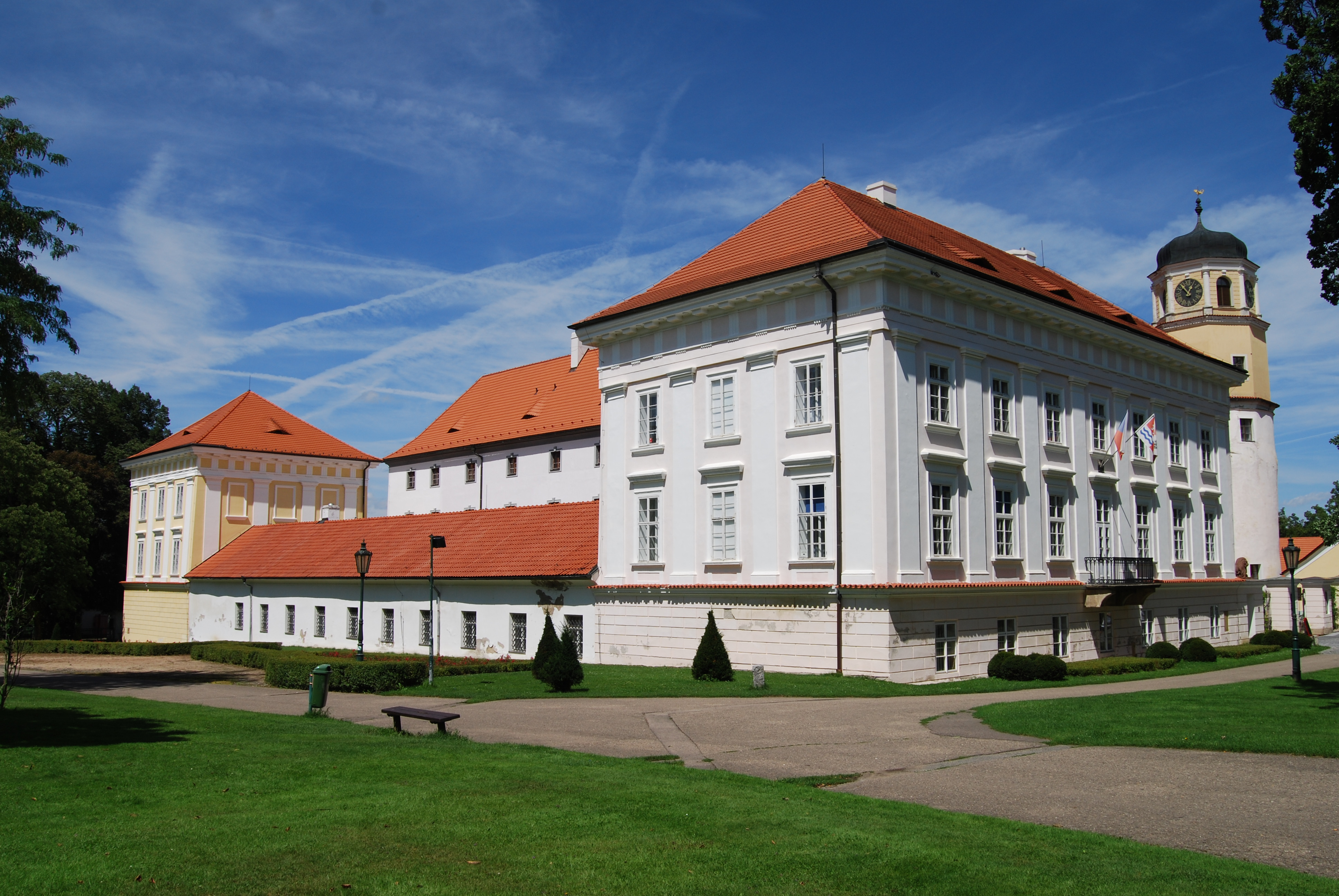
Château de Vlašim : l'arrière.

## Économie
- Sellier & Bellot

## Transports
Par la route, Vlašim se trouve à 19 km de Zruč nad Sázavou, à 20 km de Benešov et à 68 km de Prague.